# 李善蘭
李 善蘭（り ぜんらん、Li Shanlan、1810年 - 1882年）、字は「壬叔」、号は「秋紉」。清末の数学者。

## 経歴

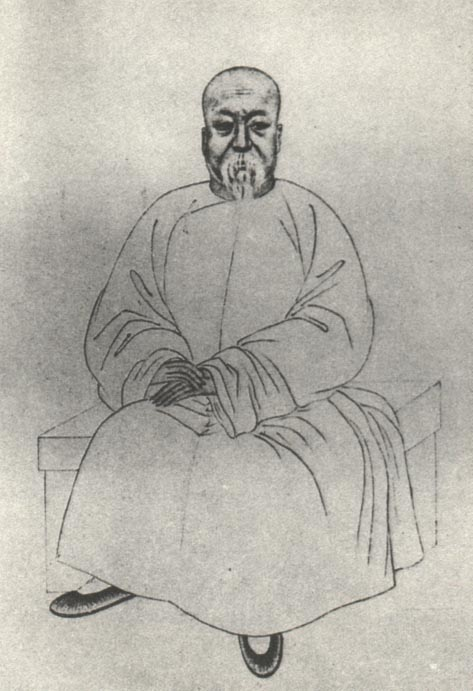
李善蘭

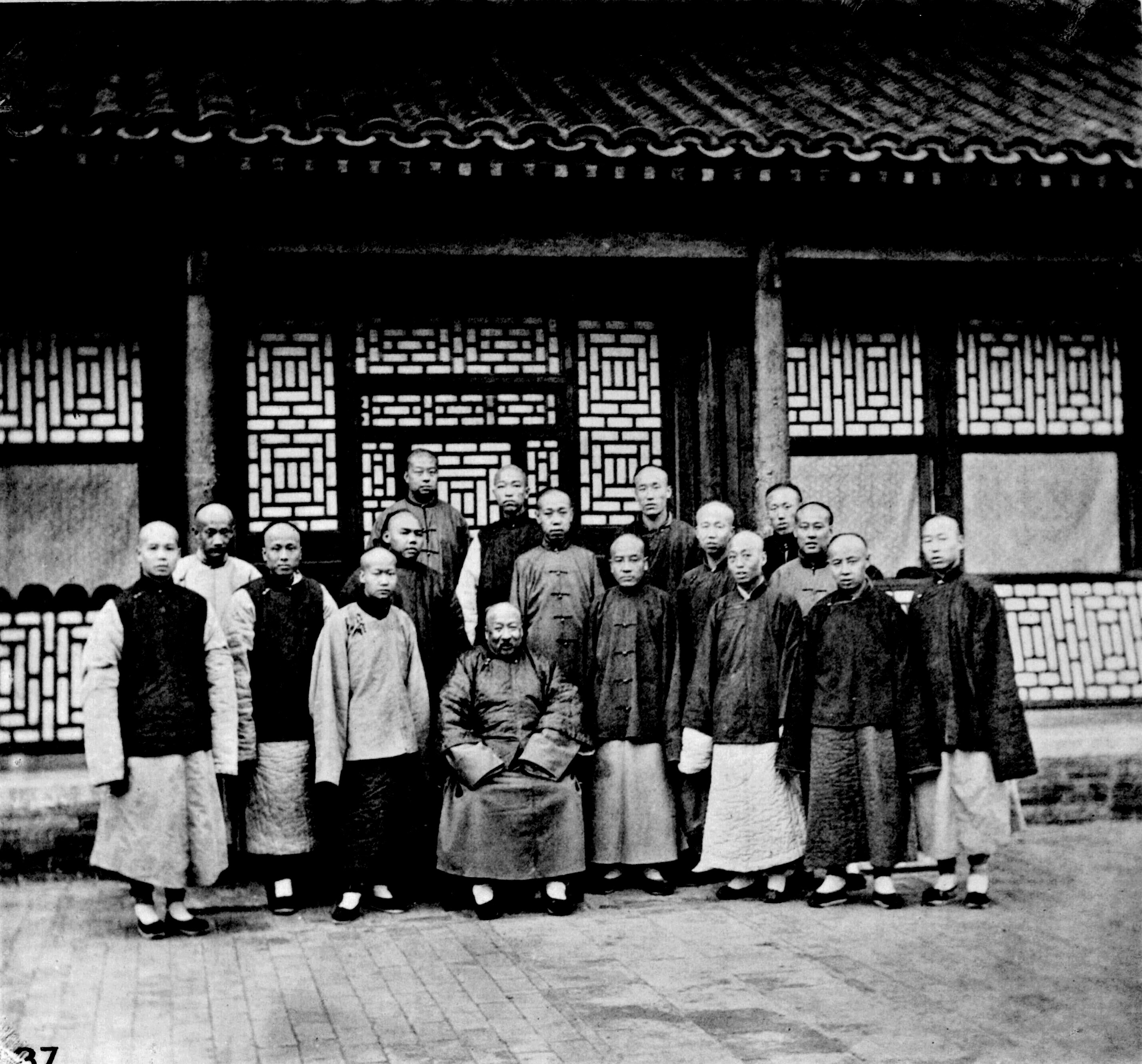
李善蘭と彼の学生たち

1810年、浙江省嘉興海寧生まれ。幼時より経学・数学に優れていた。15歳で『幾何原本』6巻を読破した。17歳で杭州の郷試を受けて不合格となるが、このころから天文学・暦法の研鑽を積み、数学家として知られるようになった。
35歳で『方円闡幽』『弧矢啓秘』『対数探源』の3つの数学の著作を発行した。1852年から1866年まで上海の墨海書館の編訳スタッフに招かれ、アレクサンダー・ワイリー（偉烈亜力）とともに、明代にマテオ・リッチ（利瑪竇）と徐光啓が訳さなかった『幾何原本』の後半9巻の訳を完成させた。他にワイリー、アレクサンダー・ウィリアムソン（韋廉臣）、ジョセフ・エドキンス（艾約瑟）らとともに『談天』、ド・モルガンの『代数学』、イライアス・ルーミスの『代微積拾級』、また『円錐曲線説』『奈端数理』『重学』『植物学』などの本を訳し、これらは墨海書館から刊行され大きな反響を呼んだ。
後には曽国藩のブレーンを務めている。1868年からは同文館で教鞭をとった。

## 研究内容・業績
- 李善蘭は翻訳にあたって多くの数学に関する用語を発明した。「函数」「微分係数」「全微分」「微分方程式」「級数」「微分」「積分」「横軸」「縦軸」「曲線」「曲率」「極大」「切線」「陰函数」「陽函数」など[3]である[注 3]。数学以外にも訳書『植物学』[注 4]において、「植物学」「細胞」「子房」「心皮」「胚珠」などの訳語を創作している[5][注 5]。多くの訳書が日本にも持ち込まれ、その用語が現在に至るまで使用されている。

## 著作
- 『方円闡幽』
- 『弧矢啓秘』
- 『対数探源』
- 『即古昔斎算学十三種』
- 『考数根法』